# Cesvaine
Cesvaine (en alemán: Seßwegen) es una villa de Letonia, capital de la municipalidad de Cesvaine, en la región de Vidzeme. Aquí se encuentra el Palacio de Cesvaine, construido en 1896 cerca de las ruinas de castillos medievales.

## Personajes ilustres
- Jakob Michael Reinhold Lenz (1751–1792)